# Chusquea parviflora
Chusquea parviflora är en gräsart som beskrevs av Rodolfo Amando Philippi. Chusquea parviflora ingår i släktet Chusquea och familjen gräs. Inga underarter finns listade i Catalogue of Life.